# Great Eastern Life
Great Eastern Life Assurance — сингапурская страховая компания, также работающая в Малайзии, Индонезии и Брунее. Специализируется на страховании жизни. 87,91 % акций принадлежит Oversea-Chinese Banking Corporation.
Great Eastern является старейшей страховой компанией Сингапура, она была основана 26 августа 1908 года.

## Деятельность
Страховые премии за 2020 год составили 15,5 млрд сингапурских долларов (из них 14,6 млрд от страхования жизни), инвестиционный доход 2,6 млрд долларов. Страховые выплаты составили 10,4 млрд долларов. На инвестиции пришлось 86,4 млрд долларов активов. Помимо страхования компания занимается управлением фондами.
Из выручки 21,5 млрд сингапурских долларов 16,4 млрд пришлось на Сингапур, 4,8 млрд на Малайзию, 275 млн на другие страны Азии (Индонезию и Бруней).

## Дочерние компании
Основные дочерние компании на конец 2020 года:
- The Great Eastern Life Assurance Company Limited (страхование жизни, Сингапур)
- Great Eastern General Insurance Limited (страхование имущества, Сингапур)
- Lion Global Investors Limited (управление активами, Сингапур, 70 %)
- The Great Eastern Trust Private Limited (инвестиционный холдинг, Сингапур)
- Great Eastern Life Assurance (Malaysia) Berhad (страхование жизни, Малайзия)
- Great Eastern General Insurance (Malaysia) Berhad (страхование имущества, Малайзия)
- P.T. Great Eastern Life Indonesia (страхование жизни, Индонезия, 99,5 %)
- P.T. Great Eastern General Insurance Indonesia (страхование имущества, Индонезия, 95 %)
- Straits Eastern Square Private Limited (инвестиции в недвижимость, Сингапур)
- 218 Orchard Private Limited (инвестиции в недвижимость, Сингапур)
- Great Eastern Takaful Bhd (такафул, Малайзия, 70 %)
- LGlobal Funds-Asia High Dividend Equity(инвестиционный фонд, Люксембург, 20,3 %)
- Affin Hwang Wholesale Income Fund (инвестиционный фонд, Малайзия)
- Aminstitutional Income Bond Fund (инвестиционный фонд, Малайзия)